# Han Shangdi
Shangdi (殤帝) est un éphémère empereur de la dynastie Han né en 105 et mort le 21 septembre 106.

## Biographie
Liu Long est le fils de l'empereur Hedi et d'une de ses concubines. À la mort de Hedi, sa femme Deng Sui (en) place le trône cet enfant qui n'est alors âgé que de cent jours. C'est elle qui exerce le pouvoir, en tant qu'impératrice douairière. Lorsque Shangdi meurt à son tour, après quelques mois de règne à peine, Deng Sui le remplace par Andi, un neveu de Hedi âgé de douze ans. Elle continue à exercer la régence jusqu'à sa propre mort, en 121.